# Рапаин Кланац
Рапаин Кланац је насељено мјесто у сјеверној Лици, у општини Бриње, Личко-сењска жупанија, Република Хрватска.

## Географија
Рапаин Кланац је удаљен око 9 км југозападно од Бриња, а од Оточца око 18 км сјеверозападно. У близини насеља се налази чвор Жута Локва.

## Историја
До територијалне реорганизације у Хрватској насеље се налазило у саставу бивше велике општине Оточац.

## Становништво
Према попису из 1991. године, насеље Рапаин Кланац је имало 72 становника, међу којима је било 68 Срба, 3 Хрвата и 1 остали. Према попису становништва из 2001. године, Рапаин Кланац је имао 10 становника. Рапаин Кланац је према попису из 2011. године имао 20 становника.
| Националност       | 1991. | 1981. | 1971. | 1961. |
| Срби               | 68    | 132   | 156   |       |
| Хрвати             | 3     | 37    | 52    |       |
| Југословени        |       | 2     |       |       |
| остали и непознато | 1     | 1     | 1     |       |
| Укупно             | 72    | 172   | 209   | '     |

| Демографија | Демографија | Демографија |
| Година      | Становника  | Становника  |
| ----------- | ----------- | ----------- |
| 1971.       | 209         |             |
| 1981.       | 172         |             |
| 1991.       | 72          |             |
| 2001.       | 10          |             |
| 2011.       |             | 20          |